# Euscelis
Euscelis — рід цикадок із ряду клопів.

## Опис
Цикадки розміром 3—5 мм. Міцні, помірно кремезні, з широкою, закруглено-тупокутною виступаючою головою, перехід обличчя в тім'я згладжений. Близько 10 видів.

## Систематика
У складі роду:
- Euscelis alsius Ribaut, 1952
- Euscelis ancoripenis Remane, 1967
- Euscelis caucasicus Emeljanov, 1962
- Інші види